# Plectris herteli
Plectris herteli är en skalbaggsart som beskrevs av Frey 1967. Plectris herteli ingår i släktet Plectris och familjen Melolonthidae. Inga underarter finns listade i Catalogue of Life.